# ديف هندرسون
ديف هندرسون (بالفرنسية: Dave Henderson )‏ (و. 1952  م) هو لاعب هوكي الجليد، من فرنسا، ولد في وينيبيغ، يلعب كمهاجم ‏.

## روابط خارجية
- ديف هندرسون على موقع EliteProspects.com (الإنجليزية)
- ديف هندرسون على موقع Eurohockey.com (الإنجليزية)
- ديف هندرسون على موقع HockeyDB.com (الإنجليزية)